# 小堀倭加
小堀 倭加（こぼり わか、2000年8月10日 - ）は、日本の女子競泳選手。奈良県橿原市生まれ。神奈川県育ち。2020年東京オリンピック競泳日本代表。

## 経歴
相模原市立旭中学校、湘南工科大学附属高等学校、日本大学出身。あいおいニッセイ同和損害保険所属。
2018年パンパシフィック水泳選手権で日本代表に初選出。2018年アジア競技大会の800m自由形と1500m自由形で銅メダル2つ獲得した。
2021年4月4日、第97回日本選手権水泳競技大会の400m自由形で派遣標準記録を突破し、優勝したため2020年東京オリンピック日本代表に内定した。
2020年東京オリンピックでは女子400m自由形で予選落ち、女子800m自由形予選では8分28秒90のタイムで全体の16位となり決勝には進出できなかった。
2022年世界短水路選手権の400m個人メドレーで3位に入り、銅メダルを獲得した。
2024年パリオリンピック競泳女子400メートル自由形予選に出場し、4分08秒02のタイムで全体11位となり予選敗退となった。また、女子800メートルリレー予選では第2泳者を務め（第1泳者が池本凪沙、第3泳者が牧野紘子、第4泳者が白井璃緒）、7分59秒10のタイムで予選1組の6位、全体の13位となり決勝進出はならなかった。

## 主な実績
- 2018年アジア大会　800m自由形3位　1500m自由形3位
- 2019年日本選手権　400m自由形4位[11]　800m自由形2位[12]
- 2019年日本学生選手権　400m自由形優勝・大会新[13]　800m自由形優勝[14]
- 2020年日本学生選手権　400m自由形優勝・大会新[15]　800m自由形優勝・大会新[16]
- 2020年日本選手権　400m自由形2位[17]　800m自由形3位[18]
- 2021年日本選手権　400m自由形優勝　800ｍ自由形2位